# Pterotiltus occipitalis
Pterotiltus occipitalis är en insektsart som beskrevs av Willy Adolf Theodor Ramme 1929. Pterotiltus occipitalis ingår i släktet Pterotiltus och familjen gräshoppor. Inga underarter finns listade i Catalogue of Life.